# Казарма гарнизонного батальона (корпус 7)
Казарма гарнизонного батальона — памятник градостроительства и архитектуры регионального значения в Нижнем Новгороде. Здание построено в 1797—1806 годах, по проекту губернского архитектора Я. А. Ананьина в стиле русского классицизма. Перестроено в конце 1820-х годов по проекту губернского архитектора И. Е. Ефимова.               
Дом, выстроенный в период перепланировки города по первому регулярному плану, входит в архитектурный ансамбль Нижегородского кремля.                      

## История
В период перепланировки Нижнего Новгорода на основе первого регулярного плана в последней трети XVIII века, в западной части Нижегородского кремля велось возведение нового ансамбля административной плац-парадной площади. В 1797—1806 годах в соответствии с указом императора Павла I были построены две казармы для семей офицеров гарнизонного батальона: одна — на южной стороне плац-парадной площади, другая — около вице-губернаторского дома. Проект зданий составил губернский архитектор Я. А. Ананьин, а строительные работы проводил машинного дела мастер И. И. Немейер.
Здания казармы изначально было идентичным казарме, выстроенной на плац-парадной площади. Оно имело П-образный план, а главный фасад со стороны Ивановского съезда был отмечен тремя треугольными фронтонами, зафиксированными на панораме кремля 1827 года.
Согласно данным краеведа Н. И. Храмцовского 1859 года: «Прежде в этом корпусе были казармы нижегородского гарнизона, но в декабре 1828 года он сгорел. При последующем устройстве его возобновили и обратили в лазарет карабинерского полка». При перестройке здания были изменены фасады, в частности убраны фронтоны с главного фасада, переделаны наличники окон, изменён рисунок руста. По проекту архитектора И. Е. Ефимова фасады получили новый, в стиле высокого классицизма, декор, сохранившийся до настоящего времени.
В советский период здание использовали в общественных и административных целях. Во время ремонтных работ к дворовому фасаду была сделана одноэтажная пристройка, частично заложены и растёсаны оконные проёмы, изменена внутренняя планировка, переделаны своды. При обустройстве прилегающей территории высокий каменный цоколь оказался под землёй. 
С 1926 года в здании размещались военная комендатура, военная прокуратура и поликлиника Нижегородского гарнизона. В 2016—2017 годах пустовавшее здание отреставрировали и отремонтировали под размещение административных офисов нижегородского правительства.